# Nymphalinae
Nymphalinae là một phân họ trong Họ Bướm giáp. Phân họ này có 6 tông.

## Các tông
Có 6 tông thường được công nhận thuộc Nymphalinae được liệt kê ở chuỗi phát sinh loài giả định.
- Coeini (6-7 chi)
- Nymphalini – (khoảng 15 chi, 2 hóa thạch)
- Kallimini (khoảng 5 chi)
- Victorinini (4 chi, trước đây trong Kallimini)
- Junoniini (khoảng 5 chi)
- Melitaeini – fritillaries (khoảng 25 chi)

Các chi incertae sedis:
- Rhinopalpa – The Wizard
- Kallimoides Shirôzu & Nakanishi, 1984
- Vanessula Dewitz, 1887

Crenidomimas đôi khi được đặt ở đây, nhưng có thể thực sự thuộc về Limenitidinae chi Euryphura.
Hóa thạch Late Eocene chi Lithodryas có thể thuộc về nơi này, nhưng nó thường được giao cho các Lycaenidae.

## Hình ảnh
1. ↑  Xem tham khảo ở Savela (2010)

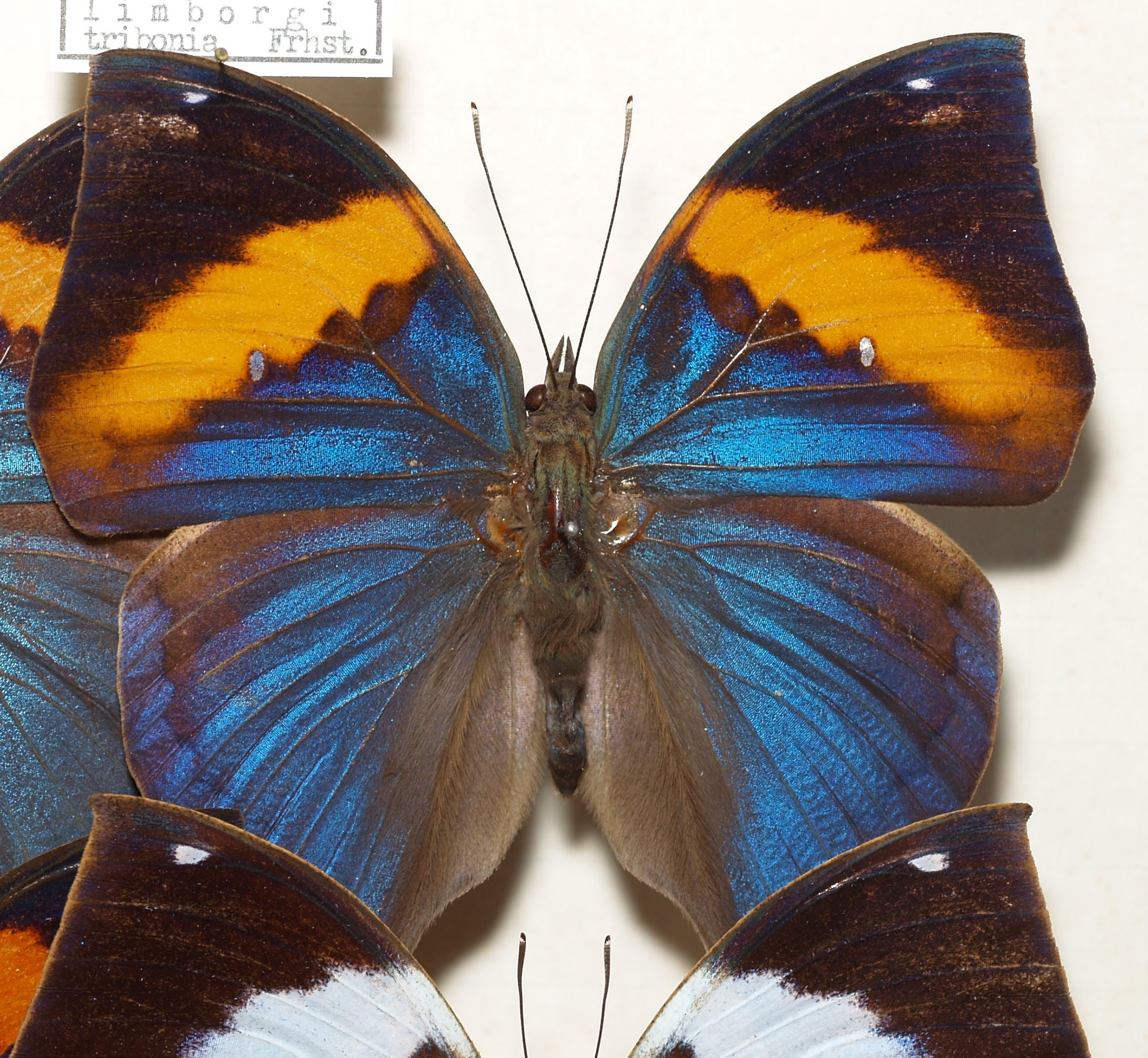
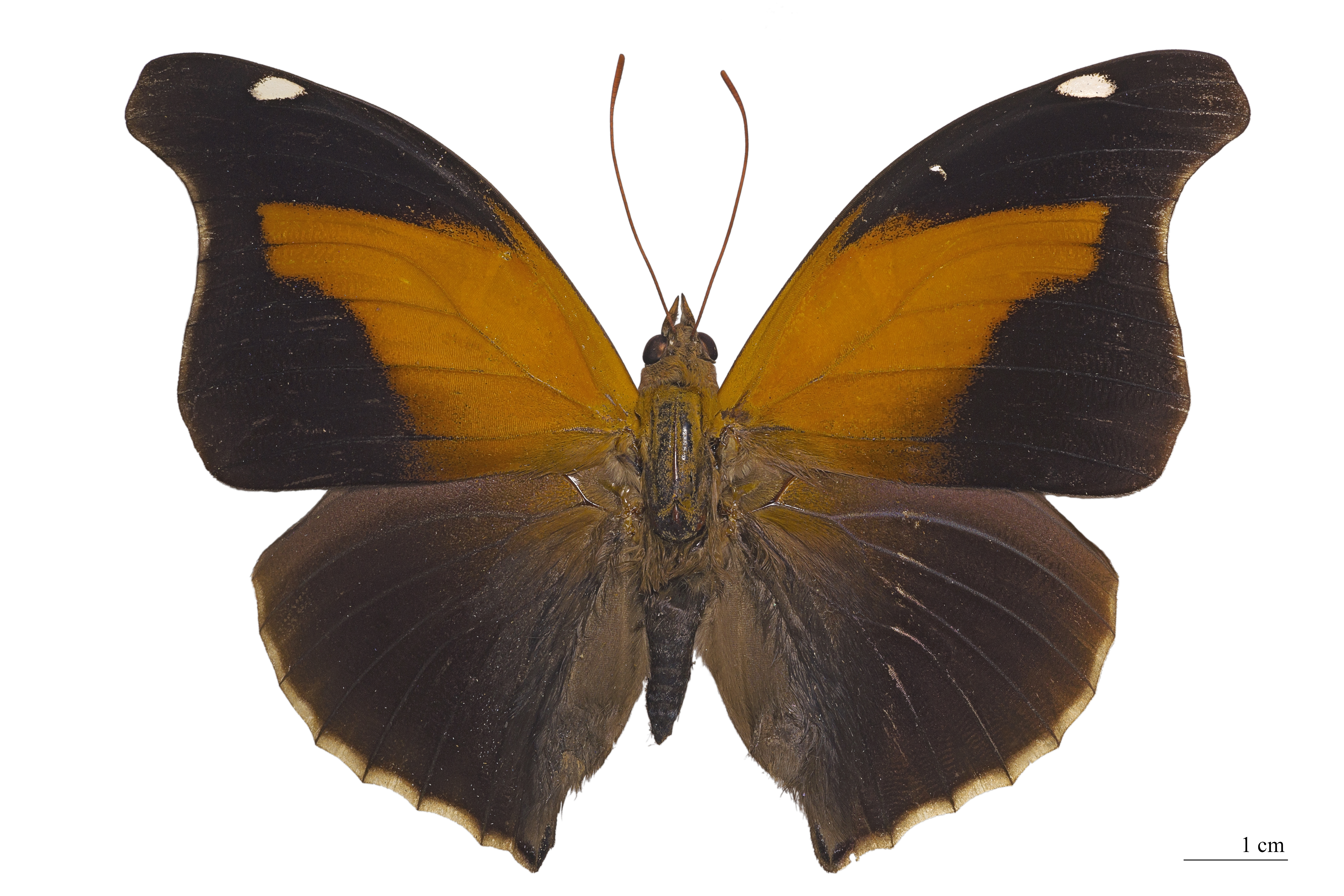
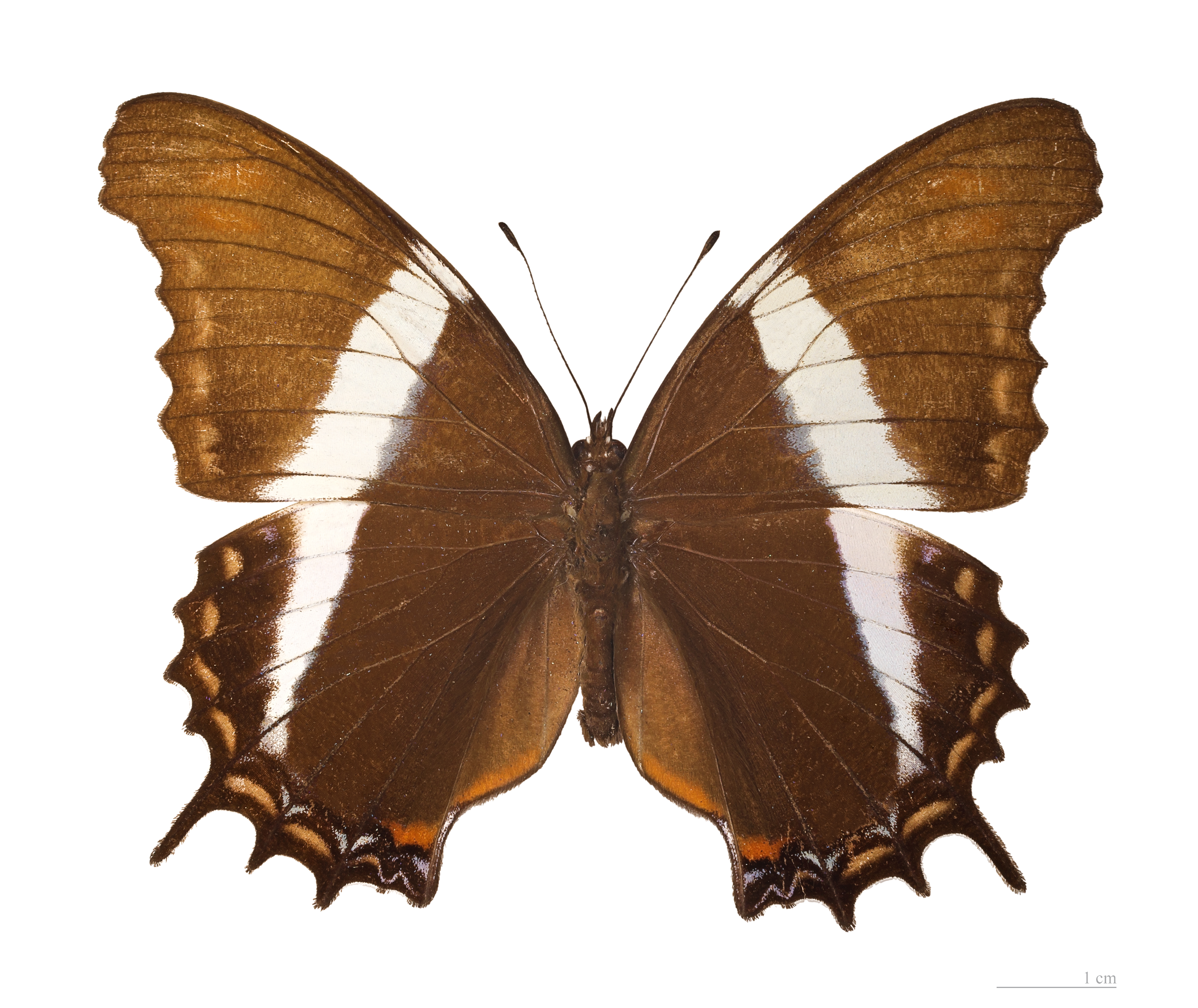
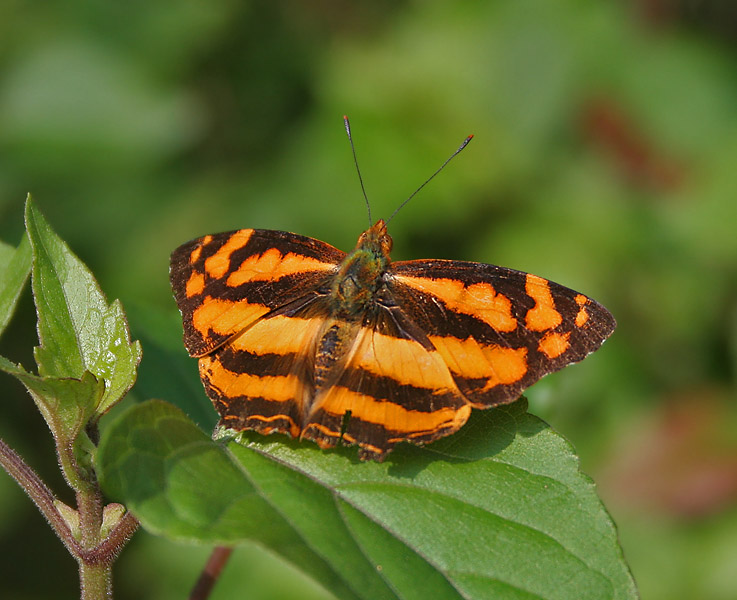
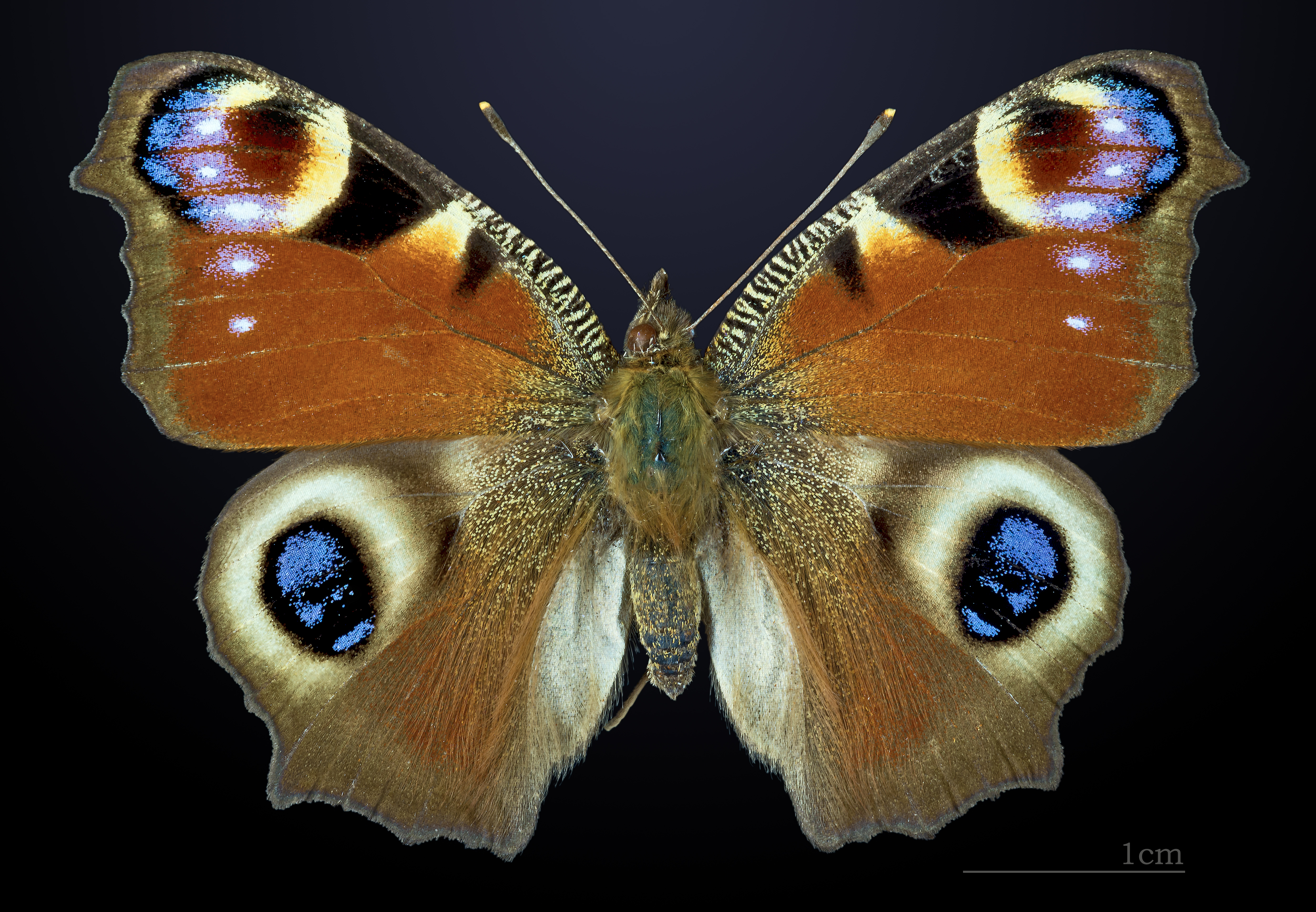

- Savela, Markku (2010): Markku Savela's Lepidoptera và some other life forms – Nymphalinae. Version of 2010-JUN-30. Truy cập 2011-FEB-08.